# イバン・ラミス
イバン・アンドレス・ラミス・バリオス（Iván Andrés Ramis Barrios、1984年10月25日 - ）は、スペイン・バレアレス諸島州マヨルカ島サ・ポブラ出身の元サッカー選手。現役時代のポジションはDF。

## クラブ経歴
地元クラブのRCDマヨルカで育成され、2004年2月のアルバセテ・バロンピエ戦でトップチームデビュー
2012年8月、ウィガン・アスレティックFCに移籍。
2015年1月、ウィガンとの契約を解除しレバンテUDに加入。
2015年7月、SDエイバルと契約を結んだ。2020年7月20日、ひざの負傷が長引いていることもあり、35歳での現役引退を発表した。

## タイトル
スペイン U-23
- 地中海競技大会: 2005[6]